# Scafati
Scafati község (comune) Olaszország Campania régiójában, Salerno megyében.

## Fekvése
A megye északnyugati részén fekszik. Határai: Angri, Boscoreale, Poggiomarino, Pompei, San Marzano sul Sarno, San Valentino Torio, Sant’Antonio Abate és Santa Maria la Carità.

## Története
Alapítására vonatkozóan nincsenek pontos adatok. Valószínűleg a longobárdok alapították (9-10. század). A következő századokban nemesi birtok volt. A 19. században nyerte el önállóságát, amikor a Nápolyi Királyságban felszámolták a feudalizmust.

### Magyar vonatkozások
Második nápolyi hadjárata alatt, 1350 nyarán I. Lajos magyar király seregével Salerno városából Nápoly felé haladva Scafati városában akart megszállni. A város földesura (egy apát) azonban ehhez nem járult hozzá, sőt: a várost védő folyón átvezető hidakat is felszedette. A király azonban átúsztatta seregét a sebes sodrású folyón, és megtámadta, majd felprédáltatta a települést és környékét. Az apát erre hozzájárult, hogy a magyar király a városon belül szálljon meg.

## Népessége
A népesség számának alakulása:

## Főbb látnivalói
- SS. Vergine del Suffragio-templom
- Madonna dei Bagni-templom
- Sant’Antonio da Padova-templom
- Santa Maria delle Vergini-templom
- San Vincenzo Ferreri-templom
- San Francesco di Paola-templom
- San Francesco d'Assisi-templom
- Croce Santa-templom
- San Pietro Apostolo-templom
- Santa Maria di Realvalle in San Pietro-apátság
- Madonna delle Grazie-templom